# Histoire évolutive des hippopotamidés

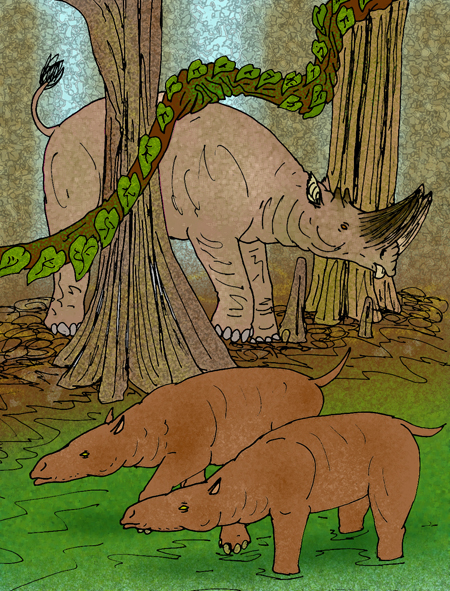
Reconstitution par le paléoartiste Apokryltaros d'Arsinoitherium (en haut), proche de l'éléphant, et Bothriogenys fraasi (en bas) de la famille des Anthracotheriidae, considérés comme des ancêtres des hippopotames.

Il existe aujourd'hui deux espèces vivantes d'hippopotames : l'hippopotame commun et l'hippopotame nain de l'ouest africain. Les scientifiques ont en outre répertorié de très nombreux fossiles qu'ils estiment être très proches des hippopotamidés actuels. Depuis les années 1990 et 2000, l'analyse génétique, puis paléontologique a montré qu'il y a eu, pendant l'Éocène et le Miocène, un ancêtre commun entre les cétacés et les anthracothères : ces derniers auraient évolué en plusieurs lignées dont l'une, après avoir débarqué en Afrique, se serait elle-même divisée entre une branche donnant l’Épirigenys lokonensis et une autre donnant l'hippopotame,.

## Théories anciennes

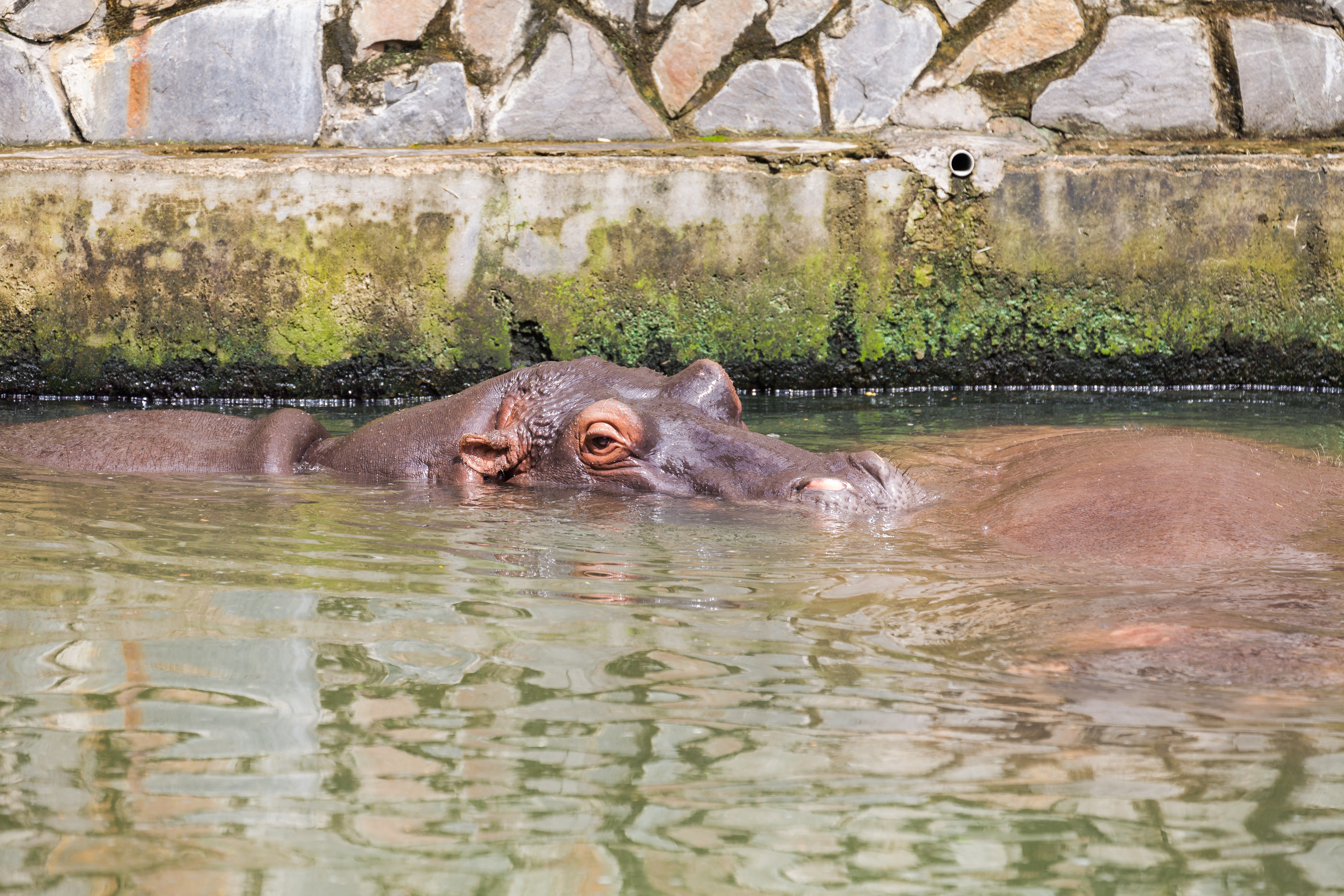
La tête d'un hippopotame immergé peut évoquer celle d’un cheval.

Comme son nom l’indique, les Grecs anciens voyaient dans l’hippopotame une sorte de « cheval de rivière », nom qui fut repris par Linné, perdura au XIXe siècle et fut traduit en allemand par Flusspferd. On considéra au début du XXe siècle qu'il faisait partie des ruminants. Puis, jusqus’en 1985, les naturalistes, en se fondant sur les particularités des molaires, regroupèrent les hippopotames avec les suidés (porcs et sangliers) et les tayassuidés (pécaris). 

## Théorie actuelle
Depuis la fin du XXe siècle, l'étude des protéines du sang, puis de la systématique moléculaire et enfin plus récemment de nouveaux fossiles, a montré que les plus proches parents génétiques des  hippopotames sont les cétacés. On en déduit que leurs ancêtres communs devaient être amphibies et qu'ils ont vécu il y a environ 60 Ma,, soit à la fin du Paléocène (qui suit le Crétacé supérieur) soit au début de l'Éocène. 
Autour de 60 Ma avant nous, parmi les artiodactyles (proches des ongulés), ces ancêtres amphibies, les cétancodontes, auraient évolué en deux branches : celle des cétacés et celle des anthracothères.
Au cours de l'Éocène (en gros, -56 à -34 Ma) et de l'Oligocène (en gros, -34 à -23 Ma), plusieurs genres de cétartiodactyles anthracotheriidés ont été identifiés, par exemple Anthracotherium et Elomeryx. Au Miocène (-23 à -5 Ma), on a identifié Merycopotamus et Libycosaurus dont les plus récents sont datés du Pliocène. Libycosaurus est considéré comme le plus proche des hippopotames actuels.
Les cétartiodactyles anthracotheriidés étaient de grands quadrupèdes, dont les plus anciens représentants, de la fin de l'Eocène (en gros, de -56 à -40 Ma), devaient ressembler aux hippopotames actuels mais avec une tête relativement plus petite et plus étroite. On les pensait disparus au cours du Pliocène (environ -2,5 Ma à -5 Ma) sans laisser de descendance, mais en 2015, la découverte de fossiles à Lokone (Kenya) a conduit des chercheurs à supposer l'existence d'une nouvelle espèce, Epirigenys lokonensis, qui aurait vécu il y a 28 Ma. Celle-ci serait une descendante d'une lignée d'anthracothères et l'ancêtre des plus anciens hippopotames connus, datant eux d'il y a 16 ou 20 Ma,.
Cette découverte permet de relier les plus anciens fossiles d'hippopotames aux anthracothères. Si la plupart des anthracothères d'Afrique y seraient arrivés, en provenance d'Eurasie, il y a environ 20 Ma, le fossile d’Epirigenys lokonensis, lui, permet d'envisager que les anthracothères ont colonisé l'Afrique quinze millions d'années plus tôt, il y a environ 35 Ma, à la nage (du reste, il y a un million d'années, c'est ainsi que les hippopotames migrèrent vers Madagascar depuis l'Afrique).

## LeKenyapotamus, plus ancien hippopotamidé connu
Le plus ancien hippopotamidé reconnu est du genre Kenyapotamus, qui vivait en Afrique entre 16 et 8 millions d'années avant nous. Kenyapotamus n'est connu que par des fragments d'os fossiles, mais on sait qu'il était de taille similaire aux hippopotames nains. Les hippopotamidés semblent s'être différenciés seulement en Afrique à partir d'un seul groupe d'anthracothères, puis s'être propagés en retour dans toute l'Asie et l'Europe, d'ailleurs aucun hippopotame préhistorique n'a été découvert en Amérique, bien que divers anthracothères aient émigré en Amérique du Nord au début de l'Oligocène. Il y a entre 7,5 et 1,8 Ma, l’Archaeopotamus, probable ancêtre des genres Hippopotamus et Hexaprotodon, vivait en Afrique et au Moyen-Orient.
Bien que les lignées d'hippopotames préhistoriques soient encore mal connues, tout pousse à croire que les lignées des deux espèces modernes auraient divergé il y a déjà 8 Ma. La forme ancestrale de l'hippopotame pygmée africain pourrait être le genre Saotherium. Saotherium et Choeropsis ont des traits nettement plus basaux que les Hippopotamus et les Hexaprotodons, et sont donc plus proches de l'espèce ancestrale des hippopotames,.

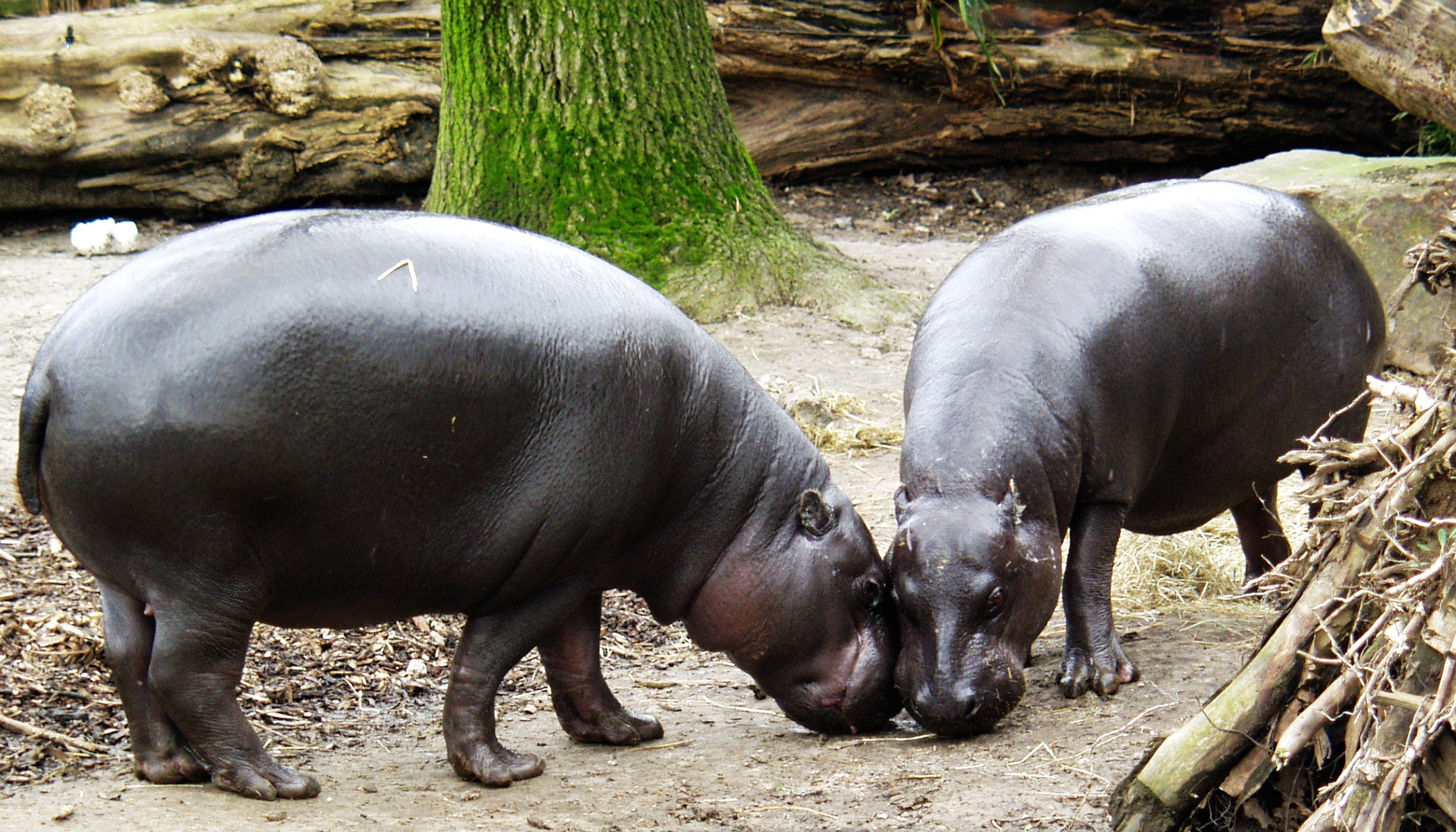
Aspect de la plupart des espèces d'hippopotames nains.

## Extinctions récentes

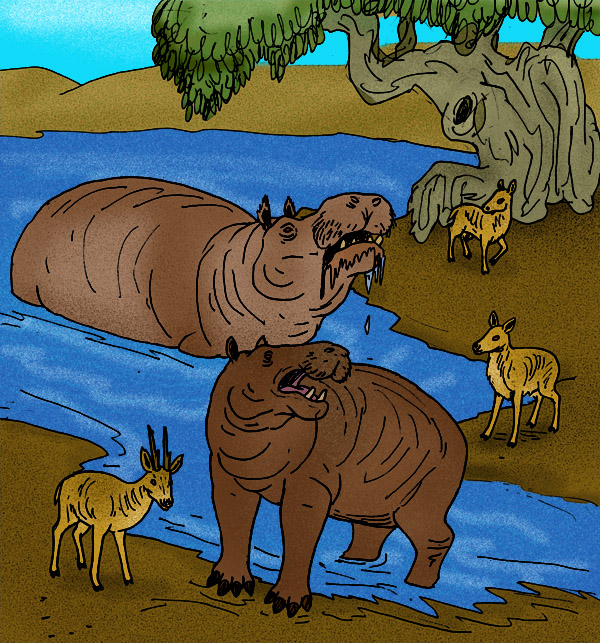
L'hippopotame nain de Crète avait la taille d'un hippopotame nain de l'ouest africain, mais était plus apparenté à l'hippopotame commun.

De nombreuses espèces ont disparu durant la dernière glaciation européenne (Pléistocène, -125 000 à -11 000 ans environ), notamment Hippopotamus antiquus et Hippopotamus gorgops qui vivaient dans le bassin méditerranéen. Ces deux espèces étaient plus grandes que les espèces actuelles, et il existait également de nombreuses espèces naines comme Hippopotamus minor à Chypre. La dernière espèce disparue est Hexaprotodon madagascariensis, qui était encore présente à Madagascar vers le XIVe siècle.